# Connective
Connective est un éditeur de logiciels belge dans le domaine de l'identité numérique, la signature électronique et la génération de documents digitaux.

## L'histoire
Connective a été fondée en 2014 à Anvers, en Belgique, en tant que startup. Après un investissement de 4,5 millions d'euros de Pamica, Connective est devenue une scale-up. Elle possède son siège social à Anvers, Connective a aussi des bureaux à Paris, Amsterdam, New York, Barcelone, Copenhague et Toulouse.

## Logiciel
Le logiciel de Connective est utilisé dans de nombreux secteurs d'activités tels que les services financiers, l'assurance, la santé, les agences gouvernementales et le secteur immobilier.
Le logiciel principal de Connective est eSignatures. Cela permet de signer électroniquement des documents avec des différents types de méthodes d'identification, notamment avec les identités proposés par FranceConnect, NemID, ITSME, Connective eSignatures propose également des intégrations standard avec des nombreux systèmes CRM et applications métiers, notamment Salesforce, Microsoft Power Automate, SAP, etc.
La signature électronique qualifiée est conforme à divers réglementations et lois, dont la réglementation européenne eIDAS. Cela a été officiellement confirmé par le cabinet d'avocats DLA Piper après un audit.